# اضطهاد اليهود

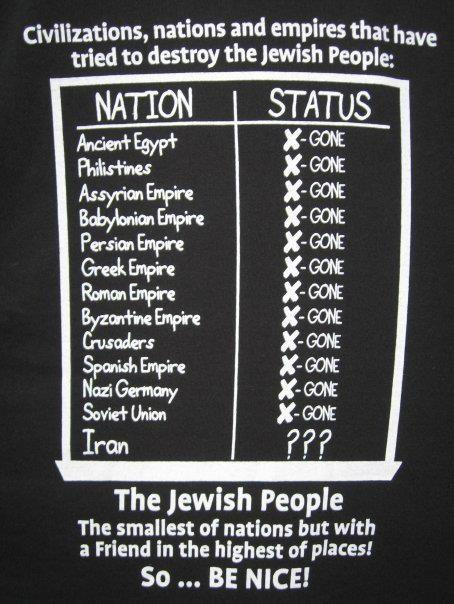
اضطهاد اليهود

اضطهاد اليهود جزء رئيسي من التاريخ اليهودي، وهو ما أدى إلى موجات متنقلة من اللاجئين في مختلف أنحاء مجتمعات الشتات.

## السلوقيون
عندما وقعت منطقة يهودا تحت سلطة الإمبراطورية السلوقية، طُبقت عليها الهلينة بموجب القانون. يعني ذلك، على نحو فعلي، اشتراط ممارسة الشعائر الدينية الوثنية. حُظرت التضحية اليهودية في عام 167 قبل الميلاد، وحُظر السبت اليهودي والأعياد وحُرم الختان. أُقيمت مذابح للآلهة اليونانية وجرت عليها التضحية بالحيوانات المحرمة على اليهود. وُضع زيوس الأولمبي على مذبح الهيكل. اعتُبر امتلاك الأسفار المقدسة اليهودية جريمة عقوبتها الإعدام.

## الإمبراطورية الرومانية
تشير الموسوعة اليهودية إلى اضطهاد اليهود وتوثين القدس خلال حكم الإمبراطور هادريان (117-138 ميلادية):
«مر اليهود في هذه اللحظة بفترة من الاضطهاد المرير: إذ حُظر السبت اليهودي، والأعياد، ودراسة التوراة، والختان، وبدا الأمر وكأن هادريان يريد أن يبيد الشعب اليهودي. أنزل غضبه على كل اليهود في إمبراطوريته، ففرض عليهم ضريبة استبدادية. لكنَّ الاضطهاد لم يدم طويلًا، لأن أنطونيوس بيوس (138 -161) ألغى تلك المراسيم الوحشية».

## معاداة السامية من قِبل الغرب والمسيحية
كانت معاداة السامية في أوروبا ذا صبغة دينية في القرون الوسطى. رغم أن العديد من المسيحيين، بمَن فيهم الرجال الدين، لم يكونوا جزءًا من العقيدة الكاثوليكية، فقد حمّلوا الشعب اليهودي مسؤولية جماعية عن قتل يسوع. كما ورد في دليل كلية بوسطن لمسرحية الآلام «على مر الزمن، بدأ المسيحيون يقبلون … أن الشعب اليهودي ككل مسؤول عن قتل يسوع. وفقًا لهذا التفسير، فإن اليهود الذين كانوا حاضرين موت يسوع المسيح والشعب اليهودي ككل ارتكبا معًا، وإلى الأبد، خطيئة القتل الديني اليهودي أو «القتل الإلهي». على مدى 1900 سنة من التاريخ المسيحي اليهودي، أدت تهمة القتل الديني اليهودي إلى الكراهية والعنف ضد اليهود وقتلهم في أوروبا وأمريكا».
خلال العصور الوسطى العليا في أوروبا، كان هناك اضطهاد واسع النطاق في أماكن كثيرة، تخلل ذلك كذبة فرية الدم، وعمليات الطرد، وعمليات تحول قسري عن العقيدة الدينية، وارتكاب المذابح. كان الدين أحد المصادر الأساسية للتعصب ضد اليهود في أوروبا. كثيرًا ما كان اليهود يُذبحون ويُنفون من مختلف البلدان الأوروبية. بلغ الاضطهاد ذروته الأولى خلال الحملات الصليبية. في الحملة الصليبية الأولى (1096)، دُمرت،على نحو تام، مجتمعات نامية على نهر الراين والدانوب، وتُعد مذابح اليهود في الراين من الأمثلة الرئيسية على ذلك. في الحملة الصليبية الثانية (1147)، تعرض اليهود في فرنسا لمذابح متكررة. تعرَّض اليهود أيضًا لهجمات من حملات الرعاة الصليبية في سنتي 1251 و1320. تلت الحملات الصليبية عمليات طرد، بما في ذلك في عام 1290، إذ طُرد جميع اليهود الإنجليز، وفي عام 1396 طُرد نحو 100,000 يهودي من فرنسا، وفي عام 1421 طُرد الآلاف من النمسا. فرّ كثيرون من اليهود المطرودين إلى بولندا.
عندما اجتاح وباء الموت الأسود أوروبا في أواسط القرن الرابع عشر، فأباد أكثر من نصف السكان، اعتُبر اليهود كبش فداء. انتشرت الإشاعات أنهم تسببوا بهذا المرض عبر تسميم الآبار عمدًا. دُمرت المئات من الجاليات اليهودية بسبب العنف الحادث جراء اضطهادات الموت الأسود. على الرغم من أن البابا كليمنت السادس حاول حمايتهم بإصدار مرسومًا بابويًا في يوم 6 يوليو 1348، ثم تلاه مرسوم آخر في عام 1348، فقد أُحرق حيًا، بعد عدة أشهر، نحو 900 يهودي في ستراسبورغ، حيث لم يكن الطاعون قد أصاب المدينة بعد.
وجدت إحدى الدراسات أن اضطهاد اليهود وطردهم ازداد مع الصدمات الاقتصادية السلبية والتغيرات المناخية في أوروبا خلال الفترة 1100-1600. يقول واضعو الدراسة أن هذا ناجم عن إلقاء الناس اللوم على اليهود أثناء المصائب وعن سعي الحكام الضعفاء وراء الثروة اليهودية في أوقات الأزمات المالية. يقترح أصحاب الدراسة عدة تفسيرات عن لماذا تراجع اضطهاد اليهود، على نحو كبير، بعد عام 1600:
- بحلول القرن السابع عشر، كان هناك عدد أقل من الجاليات اليهودية التي تتعرض للاضطهاد.
- أدى تحسين الإنتاجية الزراعية أو الأسواق الأكثر تكاملًا إلى الحد من سرعة التأثر بصدمات درجات الحرارة.
- ربما يكون صعود دول أقوى قد أدى إلى توفير حماية أقوى للأقليات الدينية والإثنية.
- كانت الصدمات السلبية في درجات الحرارة أقل.
- ربما ساهم الإصلاح والتنوير في الحد من المواقف المعادية للسامية.

في الدول البابوية، التي وُجدت حتى سنة 1870، كان على اليهود أن يعيشوا فقط في أحياء محددة تدعى غيتو. حتى أربعينيات القرن التاسع عشر، كان مطلوبًا منهم حضور المواعظ بانتظام لحثهم على اعتناق المسيحية. لم تُفرض ضرائب إلا على اليهود، وذلك لدعم المدارس الداخلية الحكومية المخصصة لليهود الذين تحولوا إلى المسيحية. لم يكن من القانوني تحول المرء من المسيحية إلى اليهودية. في بعض الأحيان كان اليهود يُجرى تعميدهم كرهًا، حتى في الأوقات التي كانت فيها المعمودية غير شرعية، وكانوا يُجبَرون على ممارسة الدين المسيحي. في العديد من هذه الحالات، عزلتهم الدولة عن أسرهم، وكانت قضية إدغاردو مروتارا إحدى أكثر حالات التعصب حدة التي انتشرت، على نطاق واسع، بين الكاثوليك واليهود في الدول البابوية في النصف الثاني من القرن التاسع عشر.

## ألمانيا النازية
بلغ اضطهاد اليهود أشد أشكاله فتكًا في سياسات ألمانيا النازية، التي جعلت من الفتك باليهود أولوية، وبلغت ذروته بقتل ما يقرب من 6,000,000 يهودي أثناء الهولوكوست منذ عام 1941 إلى عام 1945. في البداية، استخدم النازيون فرق الموت، فرقة أينزاتسغروبن، للقيام بعمليات قتل واسعة النطاق لليهود في ساحات المناطق التي غزوها. بحلول عام 1942، قررت القيادة النازية تنفيذ الحل النهائي، وهو الإبادة الجماعية ليهود أوروبا، وزيادة وتيرة الهولوكوست بإنشاء معسكرات للإبادة لغرض محدد هو قتل اليهود وآخرين، من غير المرغوب فيهم، مثل الأشخاص الذين عارضوا هتلر صراحة.
كانت تلك طريقة مصطنعة للإبادة الجماعية. نُقل ملايين اليهود المحاصرين بالمرض والمكتظين في أحياء غيتو (على متن قطار في كثير من الأحيان) إلى معسكرات الموت، حيث اقُتيد البعض إلى مكان محدد (غالبًا ما يكون غرفة غاز)، ثم قُتلوا إما بالغاز أو بالرصاص. انتحر سجناء آخرون، إذ لم يتمكنوا من الاستمرار بعد مشاهدة فظائع الحياة في المعسكر. بعد ذلك، غالبًا ما كانت أجسادهم يُفتش فيها، بحثًا عن أي مواد ثمينة أو مفيدة، مثل حشوات الذهب أو الشعر، ثم تُدفن رفاتهم في مقابر جماعية أو تُحرَق. احتُجز آخرون في المخيمات، حيث لم يُعطوا سوى القليل من الطعام، مع شيوع المرض بينهم.
كانت حالات الهروب من المخيمات قليلة، ولكنها لم تكن مجهولة. كانت حالات الهروب القليلة، التي نجحت في الهروب من معسكر أوشفيتز، ممكنة من خلال البولنديين في المعسكر ومن خلال السكان المحليين خارجه. في سنة 1940، ذكر قائد معسكر أوشفيتز أن «السكان المحليين بولنديون متعصبون… ومستعدون لاتخاذ أي إجراء ضد أفراد معسكر القوات الخاصة المكروهين. يمكن لكل سجين استطاع الفرار أن يعتمد على المساعدة بمجرد وصوله إلى جدار أول مزرعة بولندية».